# Tale e quale show (dodicesima edizione)
La dodicesima edizione del talent show Tale e quale show è andata in onda ogni venerdì in prima serata su Rai 1 dal 30 settembre all'11 novembre 2022 con la conduzione di Carlo Conti per sette puntate seguite dall'undicesima edizione del torneo, andata in onda il 18 novembre in un'unica puntata, nella quale si sono sfidati i tre migliori concorrenti uomini e le tre migliori concorrenti donne di quest'edizione insieme ai tre migliori uomini e alle tre migliori donne dell'edizione precedente.
L'11 dicembre 2022 inoltre è andata in onda in una puntata unica la seconda edizione di Natale e quale show, mentre dal 7 gennaio al 4 febbraio 2023 è andata in onda per cinque puntate di sabato la terza edizione di Tali e quali. Infine dal 18 al 25 febbraio 2023 è andata in onda per due puntate di sabato la prima edizione di Tale e quale Sanremo.
Anche in quest'edizione la giuria è composta da Loretta Goggi, Giorgio Panariello e Cristiano Malgioglio ed è affiancata da un imitatore diverso per ogni puntata che, oltre a stilare anch'esso una classifica come quarto giudice, interpreta il personaggio che gli viene assegnato. I concorrenti, invece, tornano ad essere dodici, rispettivamente 6 uomini (di cui una coppia che gareggia come singolo concorrente) e 6 donne.
Come per l'edizione precedente, i telespettatori potranno esprimere le proprie preferenze tramite l'utilizzo dei social; le tre esibizioni più apprezzate porteranno ai tre concorrenti rispettivamente 5, 3 e 1 punto.
Dopo un anno di assenza, Gabriele Cirilli torna a far parte del programma entrando in gara in coppia con Francesco Paolantoni, che ha già partecipato al programma come concorrente nella decima edizione.
L'edizione è stata vinta da Antonino Spadaccino, si classifica al secondo posto Andrea Dianetti, segue al terzo posto Gilles Rocca.

## Cast

### Concorrenti

#### Uomini
- Andrea Dianetti
- Claudio Lauretta
- Gilles Rocca
- Antonino Spadaccino
- Francesco Paolantoni e Gabriele Cirilli

#### Donne
- Elena Ballerini
- Rosalinda Cannavò
- Samira Lui
- Valeria Marini
- Alessandra Mussolini
- Valentina Persia

### Giudici
La giuria è composta da:
- Loretta Goggi
- Giorgio Panariello
- Cristiano Malgioglio

#### Quarto giudice
Anche in quest'edizione la giuria viene affiancata dalla presenza di un imitatore diverso per ogni puntata, che partecipa al voto delle esibizioni e stila una propria classifica come quarto giudice, vestendo i panni di un personaggio famoso per l'intera serata. Nella tabella sottostante sono riportati i nomi dei vari imitatori e dei personaggi imitati.
| Puntata | Messa in onda     | Quarto giudice    | Quarto giudice      |
| Puntata | Messa in onda     | Giudice imitatore | Personaggio imitato |
| ------- | ----------------- | ----------------- | ------------------- |
| 1       | 30 settembre 2022 | Leonardo Fiaschi  | Jovanotti           |
| 2       | 7 ottobre 2022    | Barbara Foria     | Serena Bortone      |
| 3       | 14 ottobre 2022   | Ubaldo Pantani    | Mario Giordano      |
| 4       | 21 ottobre 2022   | Tullio Solenghi   | Giampiero Mughini   |
| 5       | 28 ottobre 2022   | Francesca Manzini | Mara Venier         |
| 6       | 4 novembre 2022   | Massimo Lopez     | Maurizio Costanzo   |
| 7       | 11 novembre 2022  | Ubaldo Pantani    | Roberto D'Agostino  |

### Coach
Coach dei concorrenti sono:
- Daniela Loi: vocal coach
- Matteo Becucci: vocal coach
- Maria Grazia Fontana: vocal coach
- Fabrizio Mainini: coreografo
- Emanuela Aureli: imitatrice
- Antonio Mezzancella: vocal coach
- Pinuccio Pirazzoli: direttore d'orchestra

## Puntate

### Prima puntata
La prima puntata è andata in onda il 30 settembre 2022 ed è stata vinta da Antonino Spadaccino, che ha interpretato Marco Masini in T'innamorerai.
| Ordine | Canzone e cantante imitato                            | Concorrente                             | Punteggio | Panariello | Goggi | Malgioglio | Fiaschi | Concorrenti | Social |
| ------ | ----------------------------------------------------- | --------------------------------------- | --------- | ---------- | ----- | ---------- | ------- | ----------- | ------ |
| 4      | T'innamorerai - Marco Masini                          | Antonino Spadaccino                     | 75        | 15         | 15    | 15         | 15      | 10          | 5      |
| 10     | I tuoi particolari - Ultimo                           | Gilles Rocca                            | 59        | 14         | 14    | 12         | 14      | 5           | -      |
| 1      | Ciao ciao - La Rappresentante di Lista                | Rosalinda Cannavò                       | 53        | 11         | 11    | 6          | 12      | 10          | 3      |
| 2      | Il clarinetto - Renzo Arbore                          | Claudio Lauretta                        | 52        | 13         | 12    | 14         | 13      | -           | -      |
| 9      | The Rhythm of the Night - Corona                      | Samira Lui                              | 46        | 8          | 10    | 8          | 10      | 10          | -      |
| 8      | Sono una donna, non sono una santa - Rosanna Fratello | Alessandra Mussolini                    | 44        | 9          | 9     | 13         | 8       | 5           | -      |
| 3      | Beggin' - Måneskin                                    | Andrea Dianetti                         | 44        | 12         | 13    | 7          | 11      | -           | 1      |
| 6      | Hopelessly Devoted to You - Olivia Newton-John        | Elena Ballerini                         | 43        | 10         | 8     | 11         | 9       | 5           | -      |
| 11     | Aumm aumm - Teresa De Sio                             | Valentina Persia                        | 35        | 7          | 7     | 9          | 7       | 5           | -      |
| 7      | Brividi - Mahmood e Blanco                            | Francesco Paolantoni e Gabriele Cirilli | 27        | 6          | 5     | 10         | 6       | -           | -      |
| 5      | Toxic - Britney Spears                                | Valeria Marini                          | 26        | 5          | 6     | 5          | 5       | 5           | -      |

- Giudice imitatore: Leonardo Fiaschi che imita Jovanotti
- Ospiti: Marco Masini (in collegamento telefonico)

### Seconda puntata
La seconda puntata è andata in onda il 7 ottobre 2022 ed è stata vinta da Antonino Spadaccino, che ha interpretato Tom Walker in Leave a Light On.
| Ordine | Canzone e cantante imitato                        | Concorrente                             | Punteggio | Panariello | Goggi | Malgioglio | Foria | Concorrenti | Social |
| ------ | ------------------------------------------------- | --------------------------------------- | --------- | ---------- | ----- | ---------- | ----- | ----------- | ------ |
| 11     | Leave a Light On - Tom Walker                     | Antonino Spadaccino                     | 66        | 15         | 15    | 15         | 15    | 5           | 1      |
| 7      | Apri tutte le porte - Gianni Morandi              | Andrea Dianetti                         | 58        | 6          | 9     | 14         | 14    | 10          | 5      |
| 3      | Quanno chiove - Pino Daniele                      | Claudio Lauretta                        | 52        | 9          | 8     | 13         | 12    | 10          | -      |
| 5      | Ti sento - Antonella Ruggiero                     | Elena Ballerini                         | 51        | 14         | 14    | 10         | 13    | -           | -      |
| 9      | Imbranato - Tiziano Ferro                         | Gilles Rocca                            | 50        | 12         | 12    | 11         | 10    | 5           | -      |
| 2      | Figlia di... - Loredana Bertè                     | Alessandra Mussolini                    | 48        | 7          | 11    | 12         | 8     | 10          | -      |
| 4      | Diamonds - Rihanna                                | Samira Lui                              | 45        | 13         | 13    | 8          | 11    | -           | -      |
| 10     | Bagno a mezzanotte - Elodie                       | Rosalinda Cannavò                       | 42        | 10         | 6     | 7          | 6     | 10          | 3      |
| 1      | Jambo - Giusy Ferreri                             | Valentina Persia                        | 39        | 11         | 10    | 9          | 9     | -           | -      |
| 8      | Dov'è l'amore - Cher                              | Valeria Marini                          | 33        | 8          | 7     | 6          | 7     | 5           | -      |
| 6      | Don't Go Breaking My Heart - RuPaul ed Elton John | Francesco Paolantoni e Gabriele Cirilli | 20        | 5          | 5     | 5          | 5     | -           | -      |

- Giudice imitatore: Barbara Foria che imita Serena Bortone

### Terza puntata
La terza puntata è andata in onda il 14 ottobre 2022 ed è stata vinta ex aequo da Francesco Paolantoni e Gabriele Cirilli, che hanno interpretato Stanlio e Ollio in Guardo gli asini che volano nel ciel, e Valentina Persia, che ha interpretato Clementino in Cos cos cos.
| Ordine | Canzone e cantante imitato                             | Concorrente                             | Punteggio | Panariello | Goggi | Malgioglio | Pantani | Concorrenti | Social |
| ------ | ------------------------------------------------------ | --------------------------------------- | --------- | ---------- | ----- | ---------- | ------- | ----------- | ------ |
| 4      | Guardo gli asini che volano nel ciel - Stanlio e Ollio | Francesco Paolantoni e Gabriele Cirilli | 64        | 15         | 14    | 15         | 15      | 5           | -      |
| 10     | Cos cos cos - Clementino                               | Valentina Persia                        | 64        | 11         | 9     | 11         | 8       | 25          | -      |
| 11     | All by Myself - Céline Dion                            | Elena Ballerini                         | 55        | 10         | 11    | 12         | 12      | 10          | -      |
| 1      | Dove si balla - Dargen D'Amico                         | Gilles Rocca                            | 54        | 12         | 15    | 13         | 14      | -           | -      |
| 6      | Io amo - Fausto Leali                                  | Antonino Spadaccino                     | 52        | 14         | 12    | 14         | 11      | -           | 1      |
| 2      | Sabato pomeriggio - Claudio Baglioni                   | Andrea Dianetti                         | 51        | 13         | 13    | 8          | 7       | 5           | 5      |
| 9      | Senza una donna - Zucchero                             | Claudio Lauretta                        | 46        | 9          | 10    | 9          | 13      | 5           | -      |
| 5      | Bad Romance - Lady Gaga                                | Alessandra Mussolini                    | 33        | 7          | 6     | 10         | 10      | -           | -      |
| 3      | Don't Start Now - Dua Lipa                             | Rosalinda Cannavò                       | 29        | 8          | 8     | 5          | 5       | -           | 3      |
| 8      | Chega - Gaia                                           | Samira Lui                              | 29        | 6          | 7     | 7          | 9       | -           | -      |
| 7      | La bambola - Patty Pravo                               | Valeria Marini                          | 27        | 5          | 5     | 6          | 6       | 5           | -      |

- Giudice imitatore: Ubaldo Pantani che imita Mario Giordano

### Quarta puntata
La quarta puntata è andata in onda il 21 ottobre 2022 ed è stata vinta da Rosalinda Cannavò, che ha interpretato Francesca Michielin in Nessun grado di separazione.
| Ordine | Canzone e cantante imitato                        | Concorrente                             | Punteggio | Panariello | Goggi | Malgioglio | Solenghi | Concorrenti | Social |
| ------ | ------------------------------------------------- | --------------------------------------- | --------- | ---------- | ----- | ---------- | -------- | ----------- | ------ |
| 10     | Nessun grado di separazione - Francesca Michielin | Rosalinda Cannavò                       | 62        | 13         | 9     | 10         | 12       | 15          | 3      |
| 6      | La notte - Arisa                                  | Elena Ballerini                         | 58        | 12         | 14    | 13         | 14       | 5           | -      |
| 4      | Sempre - Gabriella Ferri                          | Valentina Persia                        | 55        | 15         | 11    | 14         | 15       | -           | -      |
| 11     | Bam Bam Twist - Achille Lauro                     | Andrea Dianetti                         | 53        | 11         | 12    | 7          | 13       | 5           | 5      |
| 8      | It's My Life - Jon Bon Jovi                       | Gilles Rocca                            | 50        | 10         | 15    | 9          | 11       | 5           | -      |
| 2      | Amico - Renato Zero                               | Claudio Lauretta                        | 49        | 14         | 13    | 8          | 9        | 5           | -      |
| 1      | Let's Get Loud - Jennifer Lopez                   | Samira Lui                              | 42        | 7          | 10    | 12         | 8        | 5           | -      |
| 3      | Da Ya Think I'm Sexy? - Rod Stewart               | Antonino Spadaccino                     | 39        | 8          | 8     | 15         | 7        | -           | 1      |
| 9      | La filanda - Milva                                | Alessandra Mussolini                    | 36        | 9          | 6     | 11         | 10       | -           | -      |
| 5      | Waka Waka - Shakira                               | Valeria Marini                          | 30        | 6          | 7     | 6          | 6        | 5           | -      |
| 7      | Caramello - Rocco Hunt ed Elettra Lamborghini     | Francesco Paolantoni e Gabriele Cirilli | 30        | 5          | 5     | 5          | 5        | 10          | -      |

- Giudice imitatore: Tullio Solenghi che imita Giampiero Mughini

### Quinta puntata
La quinta puntata è andata in onda il 28 ottobre 2022 ed è stata vinta da Antonino Spadaccino, che ha interpretato Loredana Bertè in Cosa ti aspetti da me.
| Ordine | Canzone e cantante imitato                                       | Concorrente                             | Punteggio | Panariello | Goggi | Malgioglio | Manzini | Concorrenti | Social |
| ------ | ---------------------------------------------------------------- | --------------------------------------- | --------- | ---------- | ----- | ---------- | ------- | ----------- | ------ |
| 3      | Cosa ti aspetti da me - Loredana Bertè                           | Antonino Spadaccino                     | 65        | 14         | 14    | 15         | 14      | 5           | 3      |
| 8      | Un tempo piccolo - Franco Califano                               | Gilles Rocca                            | 55        | 15         | 15    | 10         | 15      | -           | -      |
| 2      | Voce - Madame                                                    | Rosalinda Cannavò                       | 55        | 13         | 13    | 11         | 13      | -           | 5      |
| 6      | Memory - Barbra Streisand                                        | Elena Ballerini                         | 51        | 11         | 10    | 14         | 11      | 5           | -      |
| 11     | Non l'hai mica capito - Vasco Rossi                              | Claudio Lauretta                        | 48        | 12         | 11    | 8          | 12      | 5           | -      |
| 9      | Giulia - Gianni Togni                                            | Andrea Dianetti                         | 45        | 10         | 12    | 7          | 10      | 5           | 1      |
| 1      | I'm Outta Love - Anastacia                                       | Valentina Persia                        | 44        | 8          | 9     | 13         | 9       | 5           | -      |
| 10     | I Wanna Be Loved by You - Marilyn Monroe                         | Valeria Marini                          | 40        | 9          | 7     | 9          | 5       | 10          | -      |
| 7      | Tu vuò fà l'americano - Sophia Loren                             | Alessandra Mussolini                    | 40        | 7          | 8     | 12         | 8       | 5           | -      |
| 4      | La vie en rose - Grace Jones                                     | Samira Lui                              | 35        | 6          | 6     | 6          | 7       | 10          | -      |
| 5      | 'O sole mio - José Carreras, Luciano Pavarotti e Plácido Domingo | Francesco Paolantoni e Gabriele Cirilli | 26        | 5          | 5     | 5          | 6       | 5           | -      |

- Giudice imitatore: Francesca Manzini che imita Mara Venier
- Ospiti: Biagio Izzo

### Sesta puntata
La sesta puntata è andata in onda il 4 novembre 2022 ed è stata vinta da Andrea Dianetti, che ha interpretato Irama in Ovunque sarai.
| Ordine | Canzone e cantante imitato                 | Concorrente                             | Punteggio | Panariello | Goggi | Malgioglio | Lopez | Concorrenti | Social |
| ------ | ------------------------------------------ | --------------------------------------- | --------- | ---------- | ----- | ---------- | ----- | ----------- | ------ |
| 2      | Ovunque sarai - Irama                      | Andrea Dianetti                         | 77        | 14         | 15    | 13         | 15    | 15          | 5      |
| 8      | Habanera e Amami Alfredo - Maria Callas    | Elena Ballerini                         | 56        | 11         | 11    | 10         | 9     | 15          | -      |
| 9      | Non c'è più niente da fare - Bobby Solo    | Claudio Lauretta                        | 54        | 15         | 14    | 12         | 13    | -           | -      |
| 11     | Talking to the Moon - Bruno Mars           | Antonino Spadaccino                     | 51        | 13         | 13    | 14         | 11    | -           | -      |
| 3      | Chì chì chì cò cò cò - Pippo Franco        | Valentina Persia                        | 51        | 12         | 12    | 8          | 14    | 5           | -      |
| 6      | Angelo - Francesco Renga                   | Gilles Rocca                            | 45        | 8          | 8     | 9          | 10    | 10          | -      |
| 10     | Siamo donne - Sabrina Salerno e Jo Squillo | Alessandra Mussolini                    | 43        | 10         | 10    | 11         | 12    | -           | -      |
| 4      | Quando nasce un amore - Anna Oxa           | Rosalinda Cannavò                       | 35        | 9          | 6     | 6          | 6     | 5           | 3      |
| 1      | Lambada - Kaoma                            | Samira Lui                              | 32        | 6          | 9     | 5          | 7     | 5           | -      |
| 5      | Vattene amore - Amedeo Minghi e Mietta     | Francesco Paolantoni e Gabriele Cirilli | 31        | 5          | 5     | 15         | 5     | -           | 1      |
| 7      | Vogue - Madonna                            | Valeria Marini                          | 29        | 7          | 7     | 7          | 8     | -           | -      |

- Giudice imitatore: Massimo Lopez che imita Maurizio Costanzo
- Ospiti: Jo Squillo

### Settima puntata
La settima puntata è andata in onda l'11 novembre 2022 ed è stata vinta da Andrea Dianetti, che ha interpretato Gianna Nannini in Meravigliosa creatura. Questa puntata ha inoltre decretato Antonino Spadaccino campione dell'edizione.
| Ordine | Canzone e cantante imitato                        | Concorrente                             | Punteggio | Panariello | Goggi | Malgioglio | Pantani | Concorrenti | Social |
| ------ | ------------------------------------------------- | --------------------------------------- | --------- | ---------- | ----- | ---------- | ------- | ----------- | ------ |
| 2      | Meravigliosa creatura - Gianna Nannini            | Andrea Dianetti                         | 64        | 14         | 13    | 14         | 13      | 5           | 5      |
| 4      | Se stiamo insieme - Riccardo Cocciante            | Antonino Spadaccino                     | 61        | 13         | 12    | 15         | 15      | 5           | 1      |
| 3      | Rehab - Amy Winehouse                             | Valentina Persia                        | 56        | 15         | 14    | 10         | 12      | 5           | -      |
| 11     | Pensa - Fabrizio Moro                             | Gilles Rocca                            | 55        | 12         | 15    | 12         | 11      | 5           | -      |
| 7      | Che sia benedetta - Fiorella Mannoia              | Alessandra Mussolini                    | 49        | 11         | 10    | 13         | 10      | 5           | -      |
| 10     | Love to Love You Baby - Donna Summer              | Samira Lui                              | 45        | 9          | 11    | 6          | 14      | 5           | -      |
| 9      | Granada - Claudio Villa                           | Claudio Lauretta                        | 44        | 10         | 9     | 11         | 9       | 5           | -      |
| 1      | Hot N Cold - Katy Perry                           | Rosalinda Cannavò                       | 36        | 6          | 7     | 8          | 7       | 5           | 3      |
| 8      | Diamonds Are a Girl's Best Friend - Nicole Kidman | Valeria Marini                          | 36        | 8          | 8     | 7          | 8       | 5           | -      |
| 6      | Beautiful - Christina Aguilera                    | Elena Ballerini                         | 33        | 7          | 6     | 9          | 6       | 5           | -      |
| 5      | Domani - Loretta Goggi e Daniela Goggi            | Francesco Paolantoni e Gabriele Cirilli | 25        | 5          | 5     | 5          | 5       | 5           | -      |

- Giudice imitatore: Ubaldo Pantani che imita Roberto D’Agostino
- Ospiti: Daniela Goggi
- Nota: ciascun concorrente ha assegnato i suoi cinque punti al concorrente dell'esibizione successiva, e l'ultimo li ha assegnati al primo.

## Cinque punti dei concorrenti
Ogni concorrente deve dare cinque punti a uno degli altri concorrenti (oppure a sé stesso). Questi cinque punti, assegnati dopo i punteggi forniti dai membri della giuria (a differenza delle ultime quattro puntate, dove sono stati forniti prima), contribuiscono a formare la classifica finale e il vincitore di puntata, che viene svelato al termine della stessa.
| Puntata | Ballerini  | Cannavò    | Dianetti  | Lauretta  | Lui                  | Marini               | Mussolini  | Paolantoni e Cirilli | Persia     | Rocca                | Spadaccino           |
| ------- | ---------- | ---------- | --------- | --------- | -------------------- | -------------------- | ---------- | -------------------- | ---------- | -------------------- | -------------------- |
| 1       | Spadaccino | Lui        | Cannavò   | Cannavò   | Marini               | Lui                  | Spadaccino | Rocca                | Persia     | Mussolini            | Ballerini            |
| 2       | Cannavò    | Dianetti   | Lauretta  | Dianetti  | Cannavò              | Mussolini            | Marini     | Lauretta             | Mussolini  | Spadaccino           | Rocca                |
| 3       | Marini     | Ballerini  | Persia    | Persia    | Lauretta             | Ballerini            | Persia     | Persia               | Dianetti   | Persia               | Paolantoni e Cirilli |
| 4       | Dianetti   | Ballerini  | Cannavò   | Lui       | Paolantoni e Cirilli | Paolantoni e Cirilli | Cannavò    | Marini               | Rocca      | Cannavò              | Lauretta             |
| 5       | Marini     | Spadaccino | Persia    | Marini    | Lauretta             | Ballerini            | Lui        | Mussolini            | Dianetti   | Paolantoni e Cirilli | Lui                  |
| 6       | Persia     | Dianetti   | Ballerini | Ballerini | Rocca                | Rocca                | Dianetti   | Ballerini            | Dianetti   | Lui                  | Cannavò              |
| 7       | Mussolini  | Dianetti   | Persia    | Lui       | Rocca                | Lauretta             | Marini     | Ballerini            | Spadaccino | Cannavò              | Paolantoni e Cirilli |

## Classifiche

### Classifica generale
Anche quest'anno la classifica finale è stata determinata, oltre che dai punti guadagnati da ciascun concorrente nelle esibizioni di tutte le puntate, anche da altri 5 punti bonus, assegnati nell'ultima puntata da ogni giudice e dai coach a un concorrente a loro scelta, rispettivamente:
- Giorgio Panariello: Valentina Persia
- Loretta Goggi: Gilles Rocca
- Cristiano Malgioglio: Antonino Spadaccino
- Coach: Andrea Dianetti

| Posizione | Concorrente                             | Punti |
| --------- | --------------------------------------- | ----- |
| 1         | Antonino Spadaccino                     | 414   |
| 2         | Andrea Dianetti                         | 392   |
| 3         | Gilles Rocca                            | 373   |
| 4         | Elena Ballerini                         | 347   |
| 5         | Claudio Lauretta                        | 345   |
| 6         | Valentina Persia                        | 344   |
| 7         | Rosalinda Cannavò                       | 312   |
| 8         | Alessandra Mussolini                    | 298   |
| 9         | Samira Lui                              | 274   |
| 10        | Francesco Paolantoni e Gabriele Cirilli | 223   |
| 11        | Valeria Marini                          | 221   |

- Antonino Spadaccino vince la dodicesima edizione di Tale e quale show.
- Andrea Dianetti è il secondo classificato.
- Gilles Rocca è il terzo classificato.

### Classifica categoria Uomini
| Posizione | Concorrente                             | Punti |
| --------- | --------------------------------------- | ----- |
| 1         | Antonino Spadaccino                     | 414   |
| 2         | Andrea Dianetti                         | 392   |
| 3         | Gilles Rocca                            | 373   |
| 4         | Claudio Lauretta                        | 345   |
| 5         | Francesco Paolantoni e Gabriele Cirilli | 223   |

- Antonino Spadaccino è il primo classificato della categoria Uomini.
- Andrea Dianetti e Gilles Rocca si classificano all'undicesima edizione del torneo.
- Claudio Lauretta, Francesco Paolantoni e Gabriele Cirilli sono eliminati.

### Classifica categoria Donne
| Posizione | Concorrente          | Punti |
| --------- | -------------------- | ----- |
| 1         | Elena Ballerini      | 347   |
| 2         | Valentina Persia     | 344   |
| 3         | Rosalinda Cannavò    | 312   |
| 4         | Alessandra Mussolini | 298   |
| 5         | Samira Lui           | 274   |
| 6         | Valeria Marini       | 221   |

- Elena Ballerini è la prima classificata della categoria Donne.
- Valentina Persia e Rosalinda Cannavò si classificano all'undicesima edizione del torneo.
- Alessandra Mussolini, Samira Lui e Valeria Marini sono eliminate.

## Tale e quale pop
Come nelle precedenti edizioni, in ogni puntata vi è uno spazio in cui vengono trasmessi video amatoriali inviati da telespettatori che si cimentano nell'imitazione canora di un personaggio del panorama musicale italiano o internazionale. I protagonisti dei migliori video sono stati invitati negli studi di Tale e quale show per partecipare come concorrenti alla terza edizione di Tali e quali, andata in onda dal 7 gennaio al 4 febbraio 2023 per cinque puntate di sabato.

## Ascolti
| Puntata | Messa in onda     | Telespettatori | Share  |
| ------- | ----------------- | -------------- | ------ |
| 1       | 30 settembre 2022 | 3 385 000      | 21,10% |
| 2       | 7 ottobre 2022    | 3 604 000      | 22,60% |
| 3       | 14 ottobre 2022   | 3 635 000      | 22,20% |
| 4       | 21 ottobre 2022   | 4 054 000      | 24,30% |
| 5       | 28 ottobre 2022   | 4 129 000      | 24,70% |
| 6       | 4 novembre 2022   | 4 252 000      | 24,70% |
| 7       | 11 novembre 2022  | 4 454 000      | 28,10% |
| Media   | Media             | 3 930 000      | 23,95% |